# Dunajov
Dunajov és un poble i municipi d'Eslovàquia que es troba a la regió de Žilina, al centre-nord del país. El 2021 tenia 1.136 habitants.

## Demografia
| Godina             | 1994 | 2004   | 2014    | 2024   |
| ------------------ | ---- | ------ | ------- | ------ |
| Nombre de persones | 907  | 914    | 1187    | 1105   |
| Diferència         |      | +0,77% | +29,86% | −6,90% |

| Godina             | 2023 | 2024   |
| ------------------ | ---- | ------ |
| Nombre de persones | 1104 | 1105   |
| Diferència         |      | +0,09% |